# Goba (Moçambique)
Goba é uma localidade fronteiriça de Moçambique e sede de um posto administrativo do distrito de Namaacha, na província de Maputo.
Nesta localidade, funcionam dois postos fronteiriços entre Moçambique e o Essuatíni, um rodoviário e outro ferroviário.
A localidade é servida pela estação ferroviária fronteiriça do Caminho de Ferro de Goba, ligando-a à Mlawula (oeste) e Boane (leste).